# Тернівщина (Лубенський район)
Терні́вщина — село в Україні, в Лубенській громаді Лубенськомо району Полтавської області. Населення становить 401 особа. Колишній орган місцевого самоврядування — Войнихівська сільська рада.

## Географія
Село Тернівщина знаходиться на відстані 1 км від села Матяшівка та за 2 км від села Куп'єваха. Вздовж села протікає струмок. Поруч проходять автомобільна дорога Р42 та залізниця, станція Тарнавщина за 1 км.

## Історія
12 червня 2020 року, відповідно до розпорядження Кабінету Міністрів України № 721-р «Про визначення адміністративних центрів та затвердження територій територіальних громад Полтавської області», село увійшло до складу Лубенської міської громади.
19 липня 2020 року, в результаті адміністративно - територіальної реформи та ліквідації Лубенського району(1923-2020), село увійшло до складу новоутвореного Лубенського району.

## Політика

### Парламентські вибори, 2019
На позачергових парламентських виборах 2019 року у селі функціонувала окрема виборча дільниця № 530478, розташована у приміщенні клубу.
Результати
- зареєстрований 241 виборець, явка 53,53%, найбільше голосів віддано за Слугу народу — 50,39%, за Всеукраїнське об'єднання «Батьківщина» — 11,81%, за Радикальну партію Олега Ляшка — 8,66%.[3] В одномандатному окрузі найбільше голосів отримав Фахраддін Мухтаров (самовисування) — 41,27%, за Анастасію Ляшенко (Слуга народу) — 22,22%, за Руслана Ляшка (самовисування) — 7,94%[4].

## Населення
Згідно з переписом УРСР 1989 року чисельність наявного населення села становила 496 осіб, з яких 190 чоловіків та 306 жінок.
За переписом населення України 2001 року в селі мешкало 400 осіб.

### Мова
Розподіл населення за рідною мовою за даними перепису 2001 року:
| Мова       | Відсоток |
| ---------- | -------- |
| українська | 96,26 %  |
| російська  | 3,24 %   |
| інші       | 0,50 %   |

## Об'єкти соціальної сфери
- Школа І-ІІ ст — останній навчальний рік був у 2012—2013 році.
- Медпункт.

## Відомі люди

### Народились
- Валентина Радзимовська (1886—1953) — дослідниця в галузі фізіології та біохімії, громадська та політична діячка
- Кобзар (рос. — Кобзарь) Володимир Іванович, 04.10.1930 р.н. Капітан 1 рангу, командир підводного човна К-129, який загинув 8 березня 1968 року в Тихому океані в районі Гавайських островів при нез'ясованих обставинах. Разом з командиром загинули всі 98 членів команди підводного човна, точні координати місцезнаходження К-129 досі є державним секретом США, але відомо, що підводний човен лежить на глибині понад 5000 метрів[8].
- М'якота Олексій Сергійович — український радянський і компартійний діяч, голова Полтавського облвиконкому. Депутат Верховної Ради УРСР 11-го скликання. Кандидат у члени ЦК КПУ в 1986—1990 р. Член ЦК КПУ в 1990—1991 р. Народний депутат СРСР у 1989—1991 р.
- Ляшенко Анастасія Олексіївна — Народний депутат України 9-го скликання.